# Réactif (chimie)
Pour les articles homonymes, voir Réactif.
Lors d'une réaction chimique, un réactif est une espèce chimique, présente dans le milieu réactionnel, dont la concentration tend à diminuer au cours du temps. Les réactifs sont consommés, leurs atomes se réarrangent pour former de nouvelles molécules, les produits de cette réaction. En d'autres termes, les réactifs sont consommés par la réaction chimique, et les produits sont formés.
En chimie analytique, un réactif (ou réactif caractéristique) un composé qui réagit de façon caractéristique en présence d'une autre espèce et permet d'en attester la présence (test chimique), voire d'en évaluer ou même mesurer la quantité.